# Hugo Kauler
Hugo Eduard Kauler, estonski general, * 1893, † 1942.